# Obelerio Antenoreo

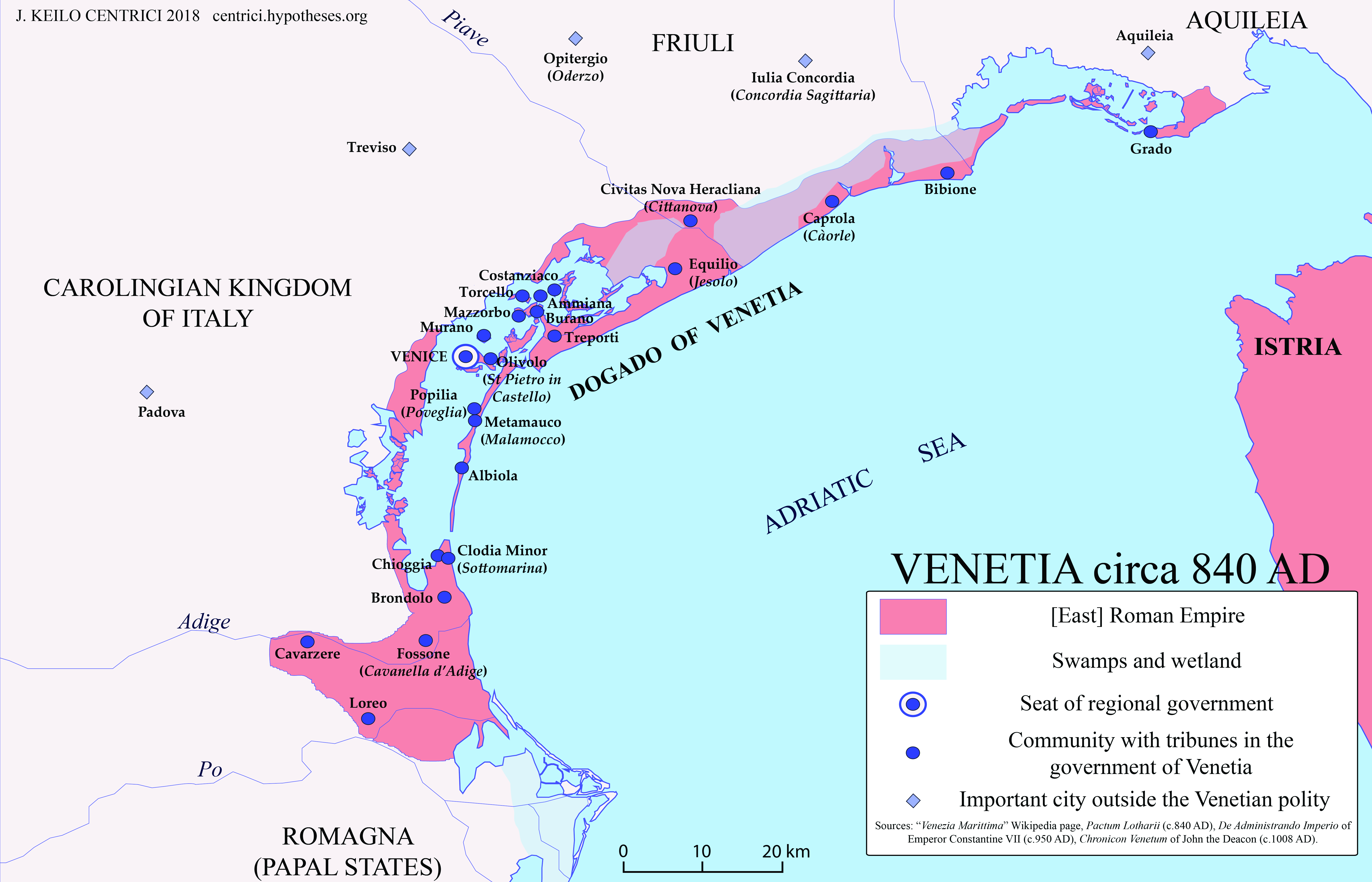
Der Herrschaftsbereich um die Lagune von Venedig um 840

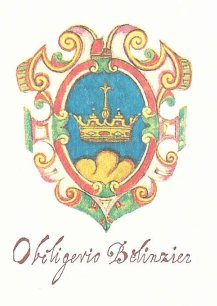
Das angebliche Wappen des Dogen „Obeligerio Belinzier“. Mehrere patrizische Familien führten sich auf den Dogen, bzw. seine Familie zurück, darunter die Calbo, Querini und Canal. Bei den Wappen frühmittelalterlicher Dogen handelt sich um bloße Rückprojektionen neuzeitlicher Familienwappen. Die Heraldik setzte erst im 3. Viertel des 12. Jahrhunderts ein. Später wurden auch Wappen an die frühen Dogen vergeben, die nie ein Wappen geführt hatten („fanta-araldica“); dies diente dazu, die Familien dieser Epoche mit möglichst frühen Dogen in ein verwandtschaftliches Verhältnis zu setzen, was ihnen Ansehen sowie politischen und gesellschaftlichen Einfluss verschaffte. Es wurden also die Wappen der sehr viel späteren Nachfahren dieser Dogen, vor allem seit dem 17. Jahrhundert, auf die angeblichen oder tatsächlichen Mitglieder der (angeblich) seit 697 in Venedig herrschenden Familien zurückprojiziert.

Obelerio Antenoreo († um 829) war nach der venezianischen Tradition, wie die staatlich kontrollierte Geschichtsschreibung der Republik Venedig genannt wurde, der 9. Doge von Venedig. Er war zunächst Tribun von Metamaucum – oft fälschlicherweise mit Malamocco gleichgesetzt – und regierte von 804 bis 810 als Doge die Orte der Lagune von dort aus. In den Quellen erscheint er als Willeri (Fränkische Reichsannalen), auch als Belenger, vor allem aber als Obelerius oder Obelierius. Er war der letzte Doge, der in Metamaucum residierte, alle seine Nachfolger amtierten hingegen vom Dogenpalast aus, im historischen Zentrum Venedigs gelegen.
Obelerius war ein Vertreter einer Anlehnung an das Frankenreich, obwohl der Dukat Venedig zum Byzantinischen Reich gehörte. 804 gelang es ihm, seinen byzanz-freundlichen Vorgänger Iohannes Galbaius nebst seinem Sohn Mauritius (II.) zu stürzen und zur Flucht ins Exil zu zwingen. Die Volksversammlung erhob seine beiden Brüder Beatus und Valentinus zu Mitdogen, sodass von drei Dogen die Rede ist.
805 besuchte er Karl den Großen auf einem Hoftag und vermählte sich dort mit einer fränkischen Frau, deren Name nicht überliefert ist. Konstantinopel, das mit Karl im Streit um die Kaiserfrage lag (Zweikaiserproblem), unterstrich mit drei Flotten-Interventionen seinen Anspruch auf die Lagune von Venedig. Im Zuge der Auseinandersetzungen griff Pippin, einer von Karls Söhnen, Venedig mit einem Reiterheer an. Er konnte alle festen, ufernahen Plätze erobern, doch scheiterte sein Heer nach venezianischer Überlieferung beim Überqueren einer Brücke, mit deren Hilfe er Rialto erobern wollte. Obelerius und Beatus verpflichteten sich womöglich zu einer Tributleistung an König Pippin, der jedoch 810 starb. So gewann Byzanz, das zum letzten Mal seine Flotte in die Lagune steuerte, letztlich die Oberhand. Obelerius und seine Brüder wurden gestürzt.
Rialto wurde infolge dieser Ereignisse 811 zum Sitz des neuen Dogen Agnello Particiaco, des Nachfolgers der drei Brüder. Möglicherweise ging die Initiative aber auch von Beatus aus. Vielleicht erfolgte diese endgültige Verlegung der Residenz, weil Rialto seit Pippin als sicherer galt, womöglich aber auch, weil Obelerius in Metamaucum noch immer eine Machtbasis hatte. Ein Versuch, von dort aus die Macht zurückzugewinnen, scheiterte um 829. Obelerius wurde hingerichtet, Metamaucum niedergebrannt.

## Name
In der zeitlich nächsten Quelle, den fränkischen Reichsannalen, heißt der Doge Willeri, in Martino da Canales Les Estoires de Venise aus dem 13. Jahrhundert Belenger, sein Bruder Beat. Obelerius, wie er in den ältesten venezianischen Quellen ab etwa 1000 heißt, wird später auch Hobeliero genannt.
Der sehr viel jüngere Beiname Antenoreo sollte ihn wohl spätestens seit dem 14. Jahrhundert auf den trojanischen König Antenor zurückführen, den legendären Gründer Paduas, das wiederum als Mutterstadt Venedigs gesehen wurde. So heißt es 1362 in der Cronica di Venexia ausdrücklich über die Brüder Obelerio und Beato: „i quali tuti doi funno prenomadi Antenori, im per quelo che propriamente erano discexi li soi antixi del re Antenor hedifficador de Pathavia“, also sinngemäß ‚die alle beide Antenori genannt wurden, weil sie wohl Nachkommen des Königs Antenor waren, dem Erbauer von Padua‘ (f. 14 v–15r). Diese Deutungskette, mit der man sich auf einen der weisesten Trojaner zurückführen konnte, setzte sich durch. Einer der älteren Belege für eine breite Rezeption im deutschsprachigen Raum ist Donato Giannotti, dessen Werke Res publica Venetum, publiziert 1557, und Respublica. Das ist: Warhaffte eigentliche und kurtze Beschreibung der herrlichen und weltberümpten Statt Venedig, erschienen 1574, aus dem Italienischen übersetzt worden waren. Diese Vorstellung einer trojanischen Abstammung hatte lange Bestand. 1702 erschien der Doge als „Obelerius Antenorius“ bei Heinrich Ludwig Gude: Staat der Republique Venedig und Ragusa, 1702., ebenso wie 1741, verlegt bei Heinsius.

## Leben und Herrschaft

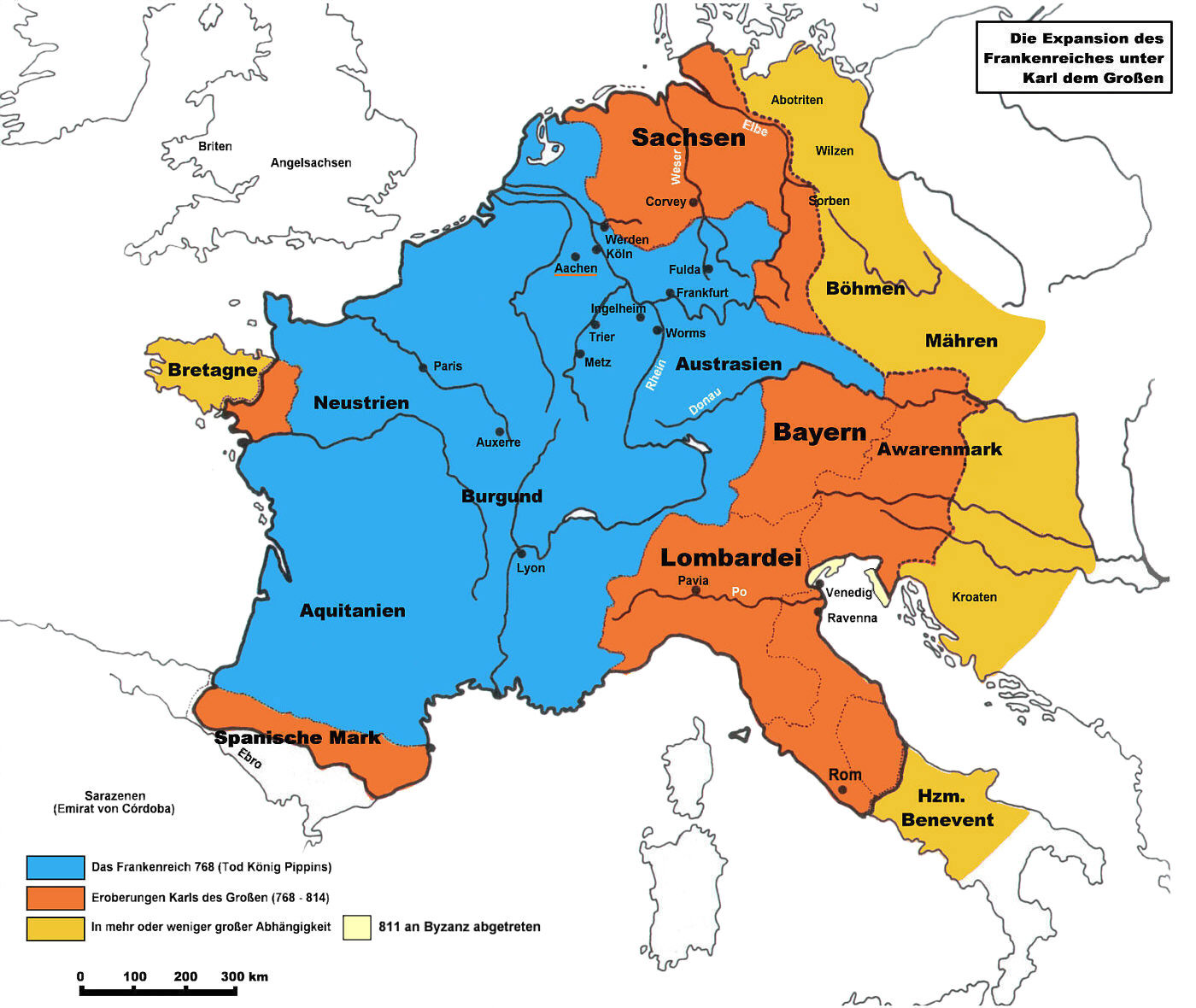
Fränkische Eroberungen zwischen 768 und 816; venezianisches Territorium

Nach einer überaus unzuverlässigen Redaktion des Chronicon Altinate aus dem frühen 13. Jahrhundert soll Obelerius der Sohn eines gewissen Egilio oder Eneagilio gewesen sein.
Die Herrschaft des Dogen war aufs engste mit den großräumigen politischen Spannungen verknüpft, die als Zweikaiserproblem bekannt sind. Mit der Kaiserkrönung Karls I., des Königs der Franken, im Jahr 800, hatte das Kaiserreich der Römer neben dem Kaiser in Konstantinopel einen weiteren Kaiser. Diese später als Byzantiner bezeichneten Herrscher sahen sich jedoch als einzig legitime Nachfolger der römischen Kaiser. Daher kam es zu Auseinandersetzungen, die sich bis zum Frieden von Aachen im Jahr 812 hinzogen.
Auf der lokalen Ebene versuchten die beiden Großmächte im Laufe dieses zwölfjährigen Konfliktes Einfluss zu nehmen, während sich in der Lagune entsprechende politische Fraktionen entwickelten, die pro-byzantinisch oder pro-fränkisch agierten. Erstere fanden vor allem in Heracleia Anhänger, der alten, auf dem Festland gelegenen Hauptstadt des Dukats, während letztere Unterstützung durch eine entsprechende Gruppe in Malamocco fanden, das in der Lagune von Venedig lag und wohin sich seit wenigen Jahrzehnten der dortige Herrschaftskern verlagert hatte. Während dieser Auseinandersetzungen war es im Jahr 802 zur Ermordung des Patriarchen von Grado durch den Sohn und Mitdogen Mauritius (II.) auf Befehl seines Vaters Johannes gekommen. Entgegen deren Hoffnungen war damit der Konflikt keineswegs beendet, sondern der Nachfolger des Patriarchen, Fortunatus II., sann auf Rache. Er erhielt vom Frankenkaiser auf einem Tag in Salz zunächst einmal Immunitäten für seine Kirche.
Aber nicht nur zwischen Malamocco und Grado kam es zum Konflikt, sondern auch zwischen Heracleia und Iesolo. Die Gegner des Dogen Mauritius, seines Sohnes Johannes und seines Enkels Mauritius (II.), die allesamt mitregierten, sammelten ihre Kräfte in Treviso auf fränkischem Gebiet. Dort erhoben sie nach dem Sturz der drei Dogen – Vater, Sohn und Enkel –, die ins Exil gingen, im Jahr 804 einen Tribunen von Malamocco namens Obelerius zu ihrem Führer. Dieser wurde zum Dogen gewählt. Der neue Doge ging ‚kühn nach Venedig‘, wie Johannes Diaconus vermerkt. Mit dieser Machtübernahme hätten die Tribunen noch einmal erwiesen, welch wichtige Rolle sie für die Existenz der Gemeinde gehabt und wie viel Macht sie noch immer innegehabt hätten.
Obelerius erhob seinerseits Verwandte zu Mitregenten, allerdings nicht, wie sein Vorgänger, aus seiner Nachkommenschaft, sondern er ließ zunächst seinen Bruder Beatus wählen, der wiederum, wenn auch vielleicht nur nach außen, gemäßigt byzanzfreundlich auftrat. Nach einer fälschlicherweise dem Chronisten Enrico Dandolo – nicht zu verwechseln mit dem Dogen Enrico Dandolo – zugewiesenen Chronik aus dem späten 14. Jahrhundert war Obelerio wegen seiner tyrannischen Art verhasst, während sich sein Bruder wegen seiner Güte großer Beliebtheit erfreute.
Die beiden Brüder zwangen Heracleia zur Unterwerfung, und ihre Oberhäupter wurden genauso als Geiseln zur dauerhaften Anwesenheit in Malamocco veranlasst, wie diejenigen von Iesolo. Patriarch Fortunatus nahm zwar seinen Sitz in Grado wieder ein, doch musste er wegen der Gegnerschaft des Obelerius Monate warten, bevor er die Lagune betreten durfte. Dies, obwohl die beiden Männer ähnliche politische Interessen vertraten, wurde auch so gedeutet, dass Obelerius es nur nicht gewagt habe, dem offenen Frankenfreund die Rückkehr in die Lagune zu gestatten.
Da die Lagune nun Teil der fränkischen Sphäre zu sein schien, tauchten Obelerius und Beatus Ende 805, ebenso wie der Patriarch, aber auch der Bischof von Zara als Repräsentant der Dalmatier, am Hof Karls des Großen in Diedenhofen auf, um die Städte der Lagune und Dalmatien zu vertreten. Die Beziehungen zwischen Venedig und den Karolingern wurden nunmehr durch eine ordinatio de ducibus et populis tam Venetiae quam Dalmatiae geregelt, wie es in den Annales regni Francorum heißt. Die Einzelheiten sind allerdings nicht überliefert. Etwas verkürzend heißt es bei Stefan Weinfurter „Karl der Große besetzte die Gebiete [i. e. Dalmatien und Venetien] 805/806 … 808 war Byzanz wieder Herr der Lage.“
Tatsächlich schickte Kaiser Nikephoros I. eine Flotte in die nördliche Adria, die von dem Patrizier Niketas kommandiert wurde. Da den Franken keine Flotte zur Verfügung stand, brachte Niketas zunächst ohne Widerstand Dalmatien unter seine Kontrolle. Im Zusammenhang mit diesem Küstensaum behaupten spätere Chroniken, wie die besagte Cronica di Venexia detta di Enrico Dandolo, die älteste Chronik in Volgare, eine venezianische Flotte habe von Malamocco aus einen Angriff vorgetragen, um die dortigen Piraten zu bekämpfen, die zuvor Eraclea ‚bis auf die Grundmauern‘ („fino a le fundamente“) niedergebrannt hätten. Als die Flotte auf der Weiterfahrt von Dalmatien am Laguneneingang erschien, floh Fortunatus, während sich Obelerius und Beatus unterwarfen. Obelerius erhielt den Titel eines Spatharius (Schwertträger), womit er äußerlich dem byzantinischen Herrschaftsbereich unterstand. Niketas gelang es, ein Abkommen mit Pippin, dem König von Italien und Sohn Karls zu schließen. Seine Flotte kehrte im Sommer 807 nach Konstantinopel zurück. Dabei wurden einige der pro-fränkischen Männer mitgeführt. Beatus, der gleichfalls nach Konstantinopel mitsegelte, erhielt in der Hauptstadt den Titel eines Hypathus (Ipato), um dann nach Venedig zurückzukehren. Diesen Titel hatten bereits mehrere Dogen getragen.
Das Abkommen zwischen Niketas und Pippin war angesichts eines fehlenden Vertrages zwischen den Imperien nicht von langer Dauer. Im Jahr 809 führte Paulus, Duca von Kephalonia, eine Flotte in venezianische Gewässer. Mit den Franken von Comacchio kam es zu Kämpfen, nach denen sich die dort gescheiterten Byzantiner um ein neues Abkommen bemühten. Die beiden Dogen entschieden sich nicht offen, so dass Pippin nach dem Abzug der Flotte des Paulus eine Invasion vorbereitete.

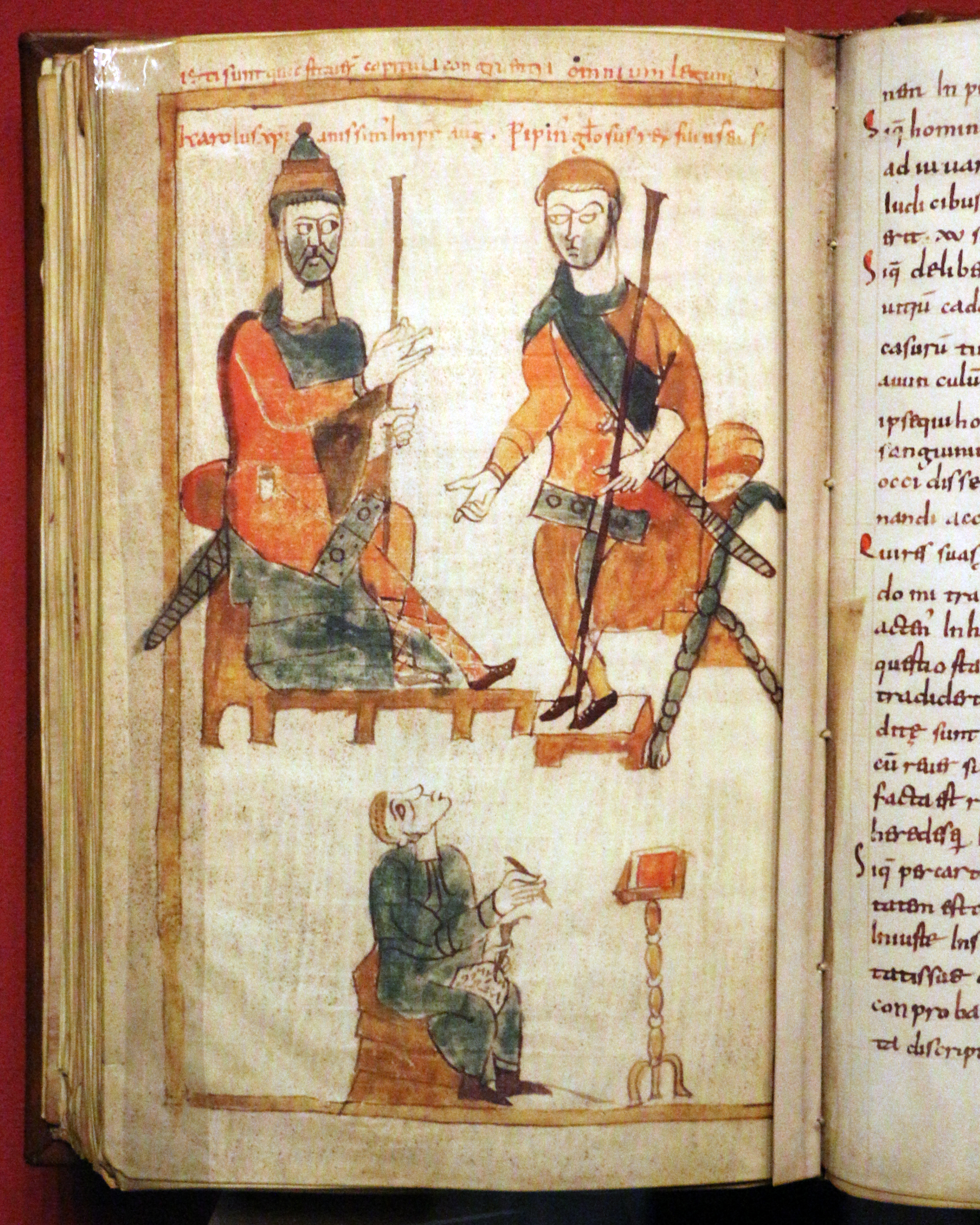
Kaiser Karl (links) im Gespräch mit seinem Sohn Pippin von Italien, Facsimile einer Miniatur aus dem Liber legum des Lupus Ferrariensis, wahrscheinlich entstanden während seines Aufenthalts in Fulda 828/29-836 im Auftrag des Markgrafen Eberhard von Friaul, Biblioteca Capitolare zu Modena.

Die zeitlich nächste Quelle nach den fränkischen Reichsannalen stammt von Johannes Diaconus, der jedoch ein höchst parteiisches Bild zeichnet. Aus dem Abstand von rund zwei Jahrhunderten hatte sich in Venedig bereits eine relativ gefestigte Überlieferungsfassung etabliert. Die Schuld am Ausbruch des Konflikts rechnete sie ausschließlich Pippin zu, der das Dukat von Land und von See her unter Bruch der Abmachungen attackierte. Er habe die küstennahen Zentren schnell erobern können, dann sei er in die südliche Lagune eingedrungen, wo er bis Albiola nahe bei Pellestrina vorgerückt sei. Von dort habe er Malamocco bedroht, sei jedoch im Kampf unterlegen. Die Reichsannalen liefern hingegen eine ganz andere Fassung. Demnach sei ein Abkommen zwischen Konstantinopel und Pippin an den Machenschaften der beiden Dogen gescheitert, woraufhin Pippin die Venezianer unterworfen habe. Erst die byzantinische Flotte, die in der oberen Adria erschien, zwang ihn zum Abzug. Andrea Dandolo, selbst Dogen von 1343 bis 1354, dessen Chronik die venezianische Geschichtsschreibung auf das stärkste beeinflusste, brachte für den pro-fränkischen Kurs des Dogen ein anderes Motiv ein, von dem er sich durch den Halbsatz „De Obelerio itaque duce alii scripserunt“ zugleich distanziert. Nach ihm schrieben diese nicht genannten Autoren, Obelerius, „dum galicam quendam nobilem haberet uxorem“, habe dem Frankenkaiser die Übertragung der Herrschaft über das „venetum dominium“ angeboten. Auslöser für diese politische Ausrichtung, dessen politische Motive nicht eindeutig nachvollziehbar waren, sei also seine fränkische Ehefrau gewesen.
Am Ende war die pro-fränkische Partei in jedem Falle geschlagen. Obelerius und Beatus versuchten ihre prekäre Herrschaft zu sichern, indem sie sich auf die Seite der Sieger stellten. Obelerius suchte zeitweise, aber letztlich vergeblich fränkische Unterstützung, denn die Franken lieferten ihn 810 an Byzanz aus. Der Doge wurde als Gefangener nach Konstantinopel geschickt und sein Bruder Beatus wurde nach Zara verbracht, wo er im nächsten Jahr starb.
Der neugewählte Doge Agnellus Particiacus verlegte 811 seine Residenz nach Rialto, genauer gesagt in den Dogenpalast. Dort residierten die Dogen fortan für fast ein Jahrtausend.
Doch um 829 – dieses Datum nimmt Marco Pozza an, wobei auch 831 und 832 vorgeschlagen wurden – kehrte Obelerius aus dem Exil zurück, vielleicht als Agnellus seinem Sohn Johannes die Macht überantworten wollte. Obelerius landete bei Malamocco und sammelte seine Anhänger, womit die alte Spaltung des Dukats erneut aufbrach. Die Truppen aus Malamocco, der einstigen Hauptstadt, die der Doge den Truppen des Obelerius entgegengeschickt hatte, waren desertiert. Der regierende Doge legte daraufhin schonungslos Malamocco in Schutt und Asche. Der besiegte Obelerius wurde schließlich hingerichtet, sein Haupt zur Abschreckung auf einen Pfahl gespießt und bei Mestre an der Grenze zum Frankenreich aufgestellt. Möglicherweise wurde er in San Martino di Strà beigesetzt.

## Rezeption
Im Chronicon Altinate oder Chronicon Venetum erscheint der Doge mit dem Namen und der Amtsdauer „Obelierius dux et Beatus, frater eius, sederunt ann. 5“. Allerdings übernahm die Edition Teile aus der Chronik des Andrea Dandolo und verlieh diesen Passagen damit den Nimbus einer zeitnahen Quelle.
Für das Venedig zur Zeit des Dogen Andrea Dandolo war die Deutung, die man der Herrschaft des Obelerio Antenoreo beilegte, von hoher symbolischer Bedeutung. Das Augenmerk der inzwischen fest etablierten politischen Führungsgremien, die auch die Geschichtsschreibung kontrollierten, galt der Entwicklung der Verfassung, den inneren Auseinandersetzungen zwischen den possessores, also der sich immer mehr abschließenden Gruppe der Besitzenden, die zugleich die politische Macht besetzten, aber auch den Machtverschiebungen innerhalb der Adria und im östlichen Mittelmeerraum sowie in Italien. Da Obelerius und Beatus für den Versuch standen, zwischen den Großmächten zu lavieren, erhielt ihre Herrschaft große Symbolkraft für das Scheitern der Malamocco-Fraktion. Dabei standen die Fragen nach der Souveränität zwischen den übermächtigen Kaiserreichen, des Rechts aus eigener Wurzel, der Abgrenzung gegenüber den militärisch oftmals weit überlegenen Festlandsmächten, allen voran gegenüber dem Römisch-deutschen Reich und dem Frankenreich, mithin der Herleitung und Legitimation ihres territorialen Anspruches, stets im Mittelpunkt. Auch die Erklärung für den Umzug des Dogensitzes von Malamocco nach Rialto erhielt damit eine zwingende Sicherheitslogik, denn Rialto war nach den Erfahrungen mit Pippin schwerer anzugreifen. Über die Absetzung der drei Dogenbrüder vermerkt Andrea Dandolo, Obelerius sei nach Konstantinopel, Beatus nach Iadra verbannt worden, Valentinus jedoch sei, „juvenilem habens etatem“, also wegen seiner Jugend, in Venedig geblieben (ed. Pastorella, S. 132).

### Bis gegen Ende der Republik (1797)

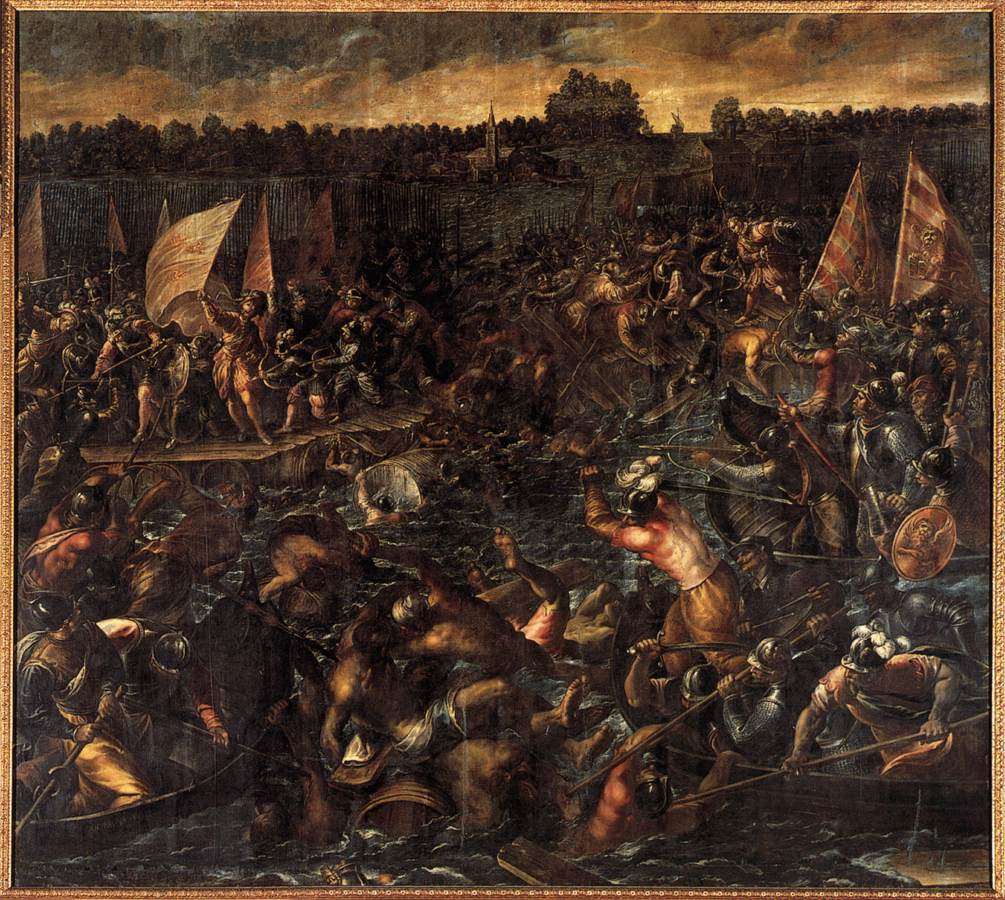
Historienmalerei zum Angriff Pippins auf Venedig (König Pippins Armee versucht Venedig zu erreichen), Öl auf Leinwand, Andrea Vicentino (ca. 1542–1618), entstanden Ende des 16. Jahrhunderts, Öl auf Leinwand, Sala dello Scrutinio im Dogenpalast

Die älteste volkssprachliche Chronik, die Cronica di Venexia detta di Enrico Dandolo aus dem 14. Jahrhundert, stellt die verwirrenden Vorgänge auf einer weitgehend personalen Ebene dar, und flicht dabei auch Ansprachen der Protagonisten ein. In ungewohnter Ausführlichkeit schildert sie die Vorgänge, in deren Mittelpunkt der Angriff der Franken unter Führung Karls des Großen auf die Lagunenstädte steht. Dabei wird es so dargestellt, als habe die Eifersucht des Obelerius auf seinen Bruder „Biado“ ihn dazu veranlasst, Rückhalt beim Frankenkaiser zu suchen. Unter ihrer gemeinsamen Herrschaft hätten, so die Chronik, Slawen die „cità Eracliana“ erobert und bis zu den „fundamenta“ zerstört, woraufhin diese eine Flotte nach Dalmatien schickten, die dort für große Zerstörungen sorgte. Bald jedoch begann Obelerius „tiranichamente“ zu herrschen, sodass er bald verhasst war. Wäre nicht die Liebe der Bewohner zu seinem Bruder Beatus gewesen, so wäre der ältere Bruder längst getötet worden (S. 20 f.). Mit wenigen Männern zog dieser aus Neid auf seinen jüngeren Bruder heimlich („ocultament[r]e“) an den Hof Karls, „re di França“. Dort bot er Karl, der sich in der Lombardei aufhielt, die Herrschaft über Malamocco an, dazu „beli gioeli“. Karl, der gewusst habe, dass „Hobeliero homo nobelisemo et de stirpe regal“ war, „lli concesse una sua fiola per sua legiptima moier“, er veranlasste also die legitime Verehelichung einer seiner Töchter mit dem standesgemäßen Dogen. Ihr Name wird jedoch nicht genannt (vgl. Carola (Frau des Dogen Obelierius)). Die Erzählung wird an dieser Stelle überaus lebhaft, als der Verfasser die Bewohner des Hauptortes Malamocco direkt anspricht: „O infortunati et infelici homini mathamautesei“. Sie seien von Obelerio verraten worden, von Karl mit 20.000 Reitern angegriffen, doch hätten sie ihre Freiheit hinter ihrer Mauer, dem Meer, verteidigt – eine Metaphorik, die auf die Kämpfe des 12. Jahrhunderts zurückgeht. Der Autor legt Beatus im Folgenden eine Ansprache in den Mund, die er gegen Karl und „pessimo mio fradelo“ richtet, gegen seinen ‚allerübelsten Bruder‘. Dabei ging es um „nostra salvation et perpetuo honor et fama“, um Rettung, „honor“ und „Fama“ (auch dies entspricht eher Vorstellungen des Hochmittelalters). So rief Beatus zur Verteidigung auf, worauf die Versammelten schrien („gridar“): „Sia! Sia!“ (S. 24), eine Darstellung, die die Kenntnis von einem Kreuzzugsaufruf nahelegt. Daraufhin zogen alle Bewohner Malamoccos mitsamt ihren Schiffen nach Rialto, um sich dort zu verbarrikadieren. Karl, der inzwischen die Lagune erreicht hatte, erfuhr von einer überaus alten Frau, dass die Bewohner an einem Ort namens Rialto wären. Der König zögerte, doch Obelerius versuchte, die alte Frau auf ihre Seite zu ziehen, die jedoch auf Rialto viele Verwandte hatte, und die „molto amava lo Duxe Biado“, die also den ‚Dogen Beatus sehr liebte‘. Sie schlug Karl vor – auch hier wird ihre Rede angeführt – auf Flößen und Fässern nach Rialto vorzudringen. Als die Venezianer Karls Armee angriffen, bewunderte dieser ihren Mut („Veramente valorosi homini son costoro“). In einem Gefecht vor Lido, das die Franken gleichfalls verloren, geriet „Hebeliero“ in die Gefangenschaft der Venezianer. Eilig brachte man ihn auf einer Barke nach „Sen Martin dicto de Strada“ (San Martino di Strà auf dem Festland), wo man ihm die Kehle durchschnitt. Beatus, der vom Tod seines Bruders vernahm, trauerte zwar um ihn, doch angesichts seines Verrates hielt die Trauer nicht lange an. Karl, der den größeren Teil seiner Armee eingebüßt hatte, glaubte an eine göttliche Entscheidung: „Veramente è stata opra divina“. Nach wenigen Tagen der Trauer besuchte Karl der Große den Dogen gar persönlich auf dem Lido und entschuldigte sich dafür, dass er den Intrigen des Obelerius zum Opfer gefallen sei. Alles was geschehen sei, solle vergessen sein, als wäre es nie geschehen. Dann fuhren die beiden Herrscher nach Freilassung der Gefangenen Richtung Rialto. Auch erkannte Karl die schon seit dem Langobardenkönig „Lioprando“ und dem ‚ersten Dogen Paulutio‘ bestätigten Grenzen Venedigs an und schloss einen ewigen Frieden. Festlich wurde der Franke bis in die Gegend von Ferrara noch auf der Rückreise begleitet. Beatus starb nach fünf Jahren der Herrschaft und wurde mit größten Ehren beigesetzt – der Ort wird nicht genannt.
Pietro Marcello führte 1502 in seinem später ins Volgare unter dem Titel Vite de’prencipi di Vinegia übersetzten Werk den Dogen im Abschnitt „OBELERIO ANTENORIO. DOGE VIII.“ Diese Einordnung als 8. Doge rührt daher, dass Marcello die drei Galbaii als einen einzigen Dogen zusammenfasst. Nach Marcello kam es zur folgenden militärischen Intervention Pippins, weil ihm dies von seinem Vater Karl dem Großen befohlen worden sei. Marcello, der Obelerius mit dem Familiennamen „Anafesto“ belegt, und damit mit dem gleichen Namen wie den ersten Dogen, berichtet, wie Beatus in Konstantinopel mit Ehren überhäuft wurde, aber auch, dass „Valentino“ in dieser Zeit durch das Volk neben den Dogen „per compagno“ erhoben wurde. Auch gebe es einige, die berichteten, Beatus habe seinen Bruder ins Exil gezwungen, woraufhin dieser an den Hof Karls gegangen sei. Dort habe ihm der Franke eine seiner Töchter zur Frau gegeben, in der Hoffnung, Obelerio werde ihn bei der Eroberung der Lagune unterstützen. Als seine Armee Malamocco verlassen vorfand, drang sie bis Rialto vor, doch konnte sie nichts ausrichten. Nach Marcello schrieben einige den Eroberungsversuch nicht Karl, sondern seinem Sohn Pippin zu, eine Auffassung, die sich später durchsetzte. Pippin unternahm, folgt man dem Autor, einen zweiten Eroberungsversuch, woraufhin sich die Venezianer an den östlichen Kaiser wandten. Während also Beatus und Obelerius auf der Flucht waren, regierte Valentinus die Lagune. Um Rialto zu erobern soll Pippin eine Brücke auf straff zusammengebundenen Fässern errichtet haben, über die seine Pferde reiten konnten. Mit allen verfügbaren Booten griffen die Venezianer nun die Franken an. In der folgenden Schlacht im Canal Arco, später Canal Orfano genannt, kämpften die einen hauptsächlich für ihre Beute, die anderen für die Freiheit, „la piu cara cosa del mondo“, die ‚wertvollste Sache der Welt‘. Einige, so Marcello, behaupteten, Obelerius und Beatus seien mit der Armee Pippins abgezogen, der mit Venedig Frieden schloss. Nachdem der Franke Obelerius wieder als Dogen zurückgeführt habe, sei dieser, kaum dass Pippin die Lagune verlassen hatte, ebenso vom Volk in Stücke gerissen worden, wie seine fränkische Frau. Wieder andere sollen geschrieben haben, dass nach dem Tod des Obelerius sein Bruder Beatus noch einige Zeit geherrscht habe, andere meinten hingegen, ihm sei Valentinus im Amt gefolgt. Insgesamt hätten die drei jedenfalls fünf Jahre geherrscht.
Etwas ausführlicher berichtet die Chronik des Gian Giacomo Caroldo, fertiggestellt 1532. Caroldo, der sich nach eigener Aussage auf die Chronik des Andrea Dandolo stützt, meint, Obelerius sei von den „esuli Venetiani“, die sich in Treviso aufhielten, zum Dogen gewählt worden, und vom Volk in Malamocco ‚ehrenvoll‘ („con honore“) und unter ‚großer Freude‘ („grande allegrezza“, bzw. „gran letitia“) empfangen worden (S. 51). Dieser erhob seinen Bruder Beatus zum Mitdogen („tolse Beato suo fratello consorte nel Ducato“). Bei Caroldo war es Fortunatus II., der den Frankenkaiser gegen die Venezianer aufbrachte, weil sie Byzanz unterstützten, das Dalmatien und Istrien vertragswidrig besetzt hielt. Auch berichtete er vom grausamen Tod seines Vorgängers. Karl sagte ihm zu, eine geeignete Gelegenheit zur Rache abzuwarten, dem Patriarchen stellte er ‚das Immunitätsprivileg‘ aus („il privilegio d’immunità“). In dieser Zeit hatte der Franke die Langobarden mit den Franken vereint, so Caroldo, und er hatte ‚keine geringe Differenz‘ („non picciola differenza“) mit Nikephoros, dem Ostkaiser. Auch wurde Heraclea, der Geburtsort der vertriebenen Dogen, von den Venezianern zerstört. ‚Einige sagen‘, fügt der Autor an, König Karl habe, aufgehetzt von Fortunatus, seinen Sohn nach Italien geschickt, um die Stadt zu zerstören, wo ein Großteil der venezianischen „nobiltà“ lebte. Die Tribunen gingen daraufhin nach „Malamocho, Rialto, Torcello et altre coadherenti Isole“, Fortunatus kehrte aus dem Frankenreich zurück. Ihn begleitete „Christoforo“ der Bischof von Olivolo, der es jedoch nicht wagte, nach Malamocco zu gehen, sondern „San Ciprian Chiesa in Murano“ vorzog. Daraufhin wurde „Ioanni Diacono“, „inimico et persecutor di quella Chiesa“, gefangengesetzt. Ihm gelang aber die Flucht, woraufhin er die Dogen gegen Fortunatus aufbrachte, indem er von seinen Leiden berichtete. Angeblich sei der Hass der Venezianer beruhigt („mitigato“) worden, so dass Fortunatus und Christoforus in ihre Amtssitze Aquileia und Olivolo zurückkehren konnten. Danach wurde Niketas vom Kaiser in die Adria geschickt, um den byzantinischen Besitz zu verteidigen. Doch seien seine Kräfte unzureichend gewesen, so dass er die Venezianer um Hilfe ersuchen musste, die sie auch gewährten. Als er Richtung Lagune fuhr, floh Fortunatus – „mà Fortunato non lo volse aspettare et sene andò in Francia“ formuliert Caroldo ironisch. „Ioanni Diacono da Niceta fù subrogato Patriarcha di Grado“.
Obelerius erhielt den Titel eines „Spatario“ im Namen des Kaisers, ‚auf Anraten der Venezianer‘ („con il consiglio di Venetiani“) ging Beatus nach Konstantinopel. „Christoforo Vescovo Olivolense et Felice Tribuno“ sollten mitreisen, da sie die Franken unterstützten. Beatus hingegen wurde mit der „dignità e titolo d’ypato“ ausgezeichnet und kehrte nach Venedig zurück. Danach wollten die beiden Brüder, dass auch ihr Bruder Valentino vom Volk zum „consorte nel Ducato“ gewählt würde. Nun griff Pippin auf Befehl seines Vaters im achten Jahr von dessen Kaiserherrschaft (das wäre 808/09) mit einem zahlreichen Heer Venedig an, um es zu ‚unterjochen‘ („subiugare“). Es flohen die „Brondolesi, Chiozotti et Pelestrinesi, finalmente pervenne in Albiola“. Er hoffte, dass er die Venezianer durch Hunger zur „deditione“ zwingen könne. Doch diese bewarfen ihn „con le machine“ mit Brot und anderen Lebensmitteln, um zu zeigen, dass sie der Hunger nicht bezwingen könne. So bereiteten die Franken sich auf eine Schlacht vor und fuhren durch den „Porto di Malamocho“. Die Venezianer konnten Malamocco nicht verteidigen und sammelten sich daher auf Rialto. Auf Anraten einer „Vecchiarella“ aus Malamocco ließ Pippin eine Brücke aus Fässern („un porto sopra botte, incatenate di uimini[sic!] et altri legami“) bauen. Dagegen bereiteten die Venezianer im Verborgenen („nascosamente“) viele „barche“ vor, die bei hohem Wasserpegelstand die Feinde angriffen und „li uimini [sic!] et legami del ponte“ zerstörten. Von den Vielen die untergingen heiße der Kanal, in dem dies stattfand, immer noch „Canal Orfano“, ‚Waisenkanal‘. Pippin, der einsah, dass er Rialto nicht würde erobern können, habe alle Orte auf dem „Lito“ bis Brondolo niederbrennen lassen. Wie einige meinen, setzt Caroldo fort, überließ Pippin dem Niketas „la provincia di Venetia“. Wenig später starb der König in Mailand. Ein „Ebarsapio Imperial Secretario“ verfügte, dass die Dogen abgesetzt würden, wobei Obelerius nach Konstantinopel und Beatus nach Zara gehen mussten. Valentinus durfte „per la giovenil età sua“, ‚wegen seiner Jugend‘, in Venedig bleiben. Wieder sagten einige, so Caroldo, Obelerius sei, weil er mit einer edlen Fränkin verheiratet war („havendo Obelerio la moglie nobile Francese“) zu Karl gegangen, während die Venezianer ihn für unwürdig des Dogenamtes erklärten und ihn verbannten. Auch hieß es, beide Brüder, nicht nur Obelerius, wären fünf Jahre Dogen gewesen. Nach dem Umzug nach Rialto wurden die Dogen nur noch dort gewählt.

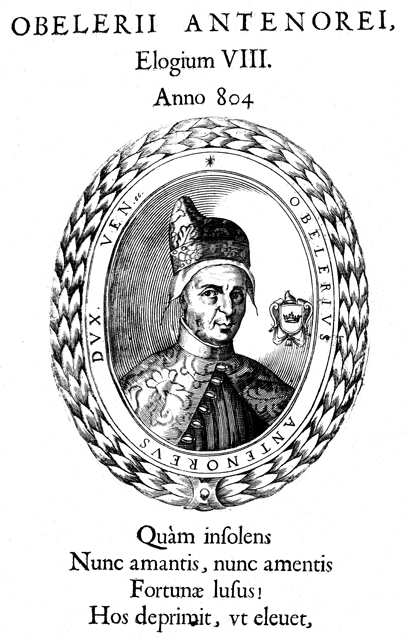
Leone Matina: Phantasieporträt des Dogen in der wohl ersten gedruckten Porträtserie aller bis dahin anerkannten Dogen, dem Ducalis regiae lararium von 1659

Für den Frankfurter Juristen Heinrich Kellner, der die venezianische Chronistik im deutschen Sprachraum bekannt machte, wobei er weitgehend Marcello folgte, ist in seiner 1574 erschienenen Chronica das ist Warhaffte eigentliche vnd kurtze Beschreibung, aller Hertzogen zu Venedig Leben, „Obelerius Antenorius der achte Hertzog“. Dieser sei auch „Anafestus“ genannt worden. Nach Kellner wurde Obelerius im Jahr 804 zum Dogen „gewehlet“, der wiederum „zum Gehülffen Beatum/seinen Bruder“ nahm. Beatus ging nach Konstantinopel, um „den Keyser Nicephorum zubesuchen“, wo er „hoch geehret und gezieret mit etlichen Reichs Wapen“ wurde. In seiner Abwesenheit, so Kellner, wurde in Venedig der jüngere Valentin dem Dogen „Obelerio von der Gemein zum Gesellen zugeordnet“ – womit Kellner zwischen „Gehülffen“ und „Gesellen“ unterscheidet. Der Autor meint, es seien „etliche“, „die sagen/daß Obelerius durch seinen Bruder Beatum deß Hertzogthumbs verjaget“ worden sei. Kaiser Karl, zu dem Obelerius geflohen sei, habe dem Flüchtling „sein Tochter zum Weib geben/ denn er hatt dem König verheissen/das Vatterland zuverrahten.“ Karl eroberte daraufhin alles Gebiet bis Malamocco. Da die Stadt leer war, „understund er sich mit kleinen Schifflein biß gen Rialto zu kommen / aber es kam ein sehr groß Ungewitter / dardurch er den größern theil seines Heers verlor / also / daß er ungeschaffter ding musst abziehn.“ Doch schränkt Kellner ein: „Wiewol ein theil wöllen/daß nicht Carolus/sondern sein Son Pipinus/diesen Zug gethan habe“. Auch habe Pippin die Venezianer ein zweites Mal angegriffen, da die Venezianer mit dem byzantinischen Kaiser im Bunde waren, obwohl vertraglich vereinbart worden war, dass sie im fränkisch-byzantinischen Konflikt neutral bleiben sollten. Besonders ausführlich schildert der Verfasser den Angriff Pippins. Nachdem Obelerius und Beatus gestürzt worden waren und „Valentin ir Bruder die Gemein regiert“, eröffnete Pippin den Krieg, indem er Malamocco, „Palestina“ und Chioggia einnahm. Dann griff er die Inseln nahe am Festland an, um die Versorgung abzuschneiden. Valentinus „und was zu Malamocco war“ zog mitsamt Kindern und Gütern nach Rialto. Pippin ließ – einige hätten behauptet, auf Anraten einer alten Frau – eine Brücke „von wol zusammen gehefften Fassen“ von Albiola nach Rialto bauen. Nun, eine Behauptung, die die gesamte Chronistik durchzieht, hätten sich die Venezianer entschlossen „entweder fürs Vatterland zu sterben / oder die Freyheit zuvertheidigen“. Sie griffen die Franken, die es nicht gewohnt waren, auf dem Wasser zu kämpfen an, die nicht mehr sicher stehen konnten, „weil die Brück so schucklet“. So kam ein Teil der Angreifer durch das Schwert ums Leben, ein anderer Teil sei „ersoffen“. Der Ort der Schlacht, der „Canal Arco“, sei danach in „Canal Orphano“ umbenannt worden. Was das Ende der drei Dogen anbetrifft, so zeigt sich bei Kellner die ganze Unsicherheit der Überlieferung. So meint der Autor, Obelerius und Beatus seien mit Pippin abgezogen, der jedoch noch Venedig zu einem Friedensschluss besucht habe. Dabei habe er die Venezianer gebeten, die Dogen wieder aufzunehmen, worauf sie sich „gantz ungern“ einließen. Doch nach dem Abzug Pippins hätten sie „Obelerium in stück zerhauwen / unter denen etliche gewesen / die sein Hertz mit den Zänen zerrissen haben / und sagt man darzu/daß sein Weib/welche auß Franckreich bürtig gewesen / mit im umbbracht worden sey“. Und Kellner setzt fort: „Etliche andere sagen/daß/wie Obelerius gestorben sey/Beatus ein zeitlang das Hertzogthumb gehabt hab/und andere geben für/daß Valentin/welcher dann jünger war/die Gemein regiert hab. Dem sey aber wie im wölle/so hat aller drey Regierung nicht uber fünff jar gewehret.“
Francesco Sansovino (1512–1586) gab in seinem 1587 in Venedig erschienenen Werk Delle cose notabili della città di Venetia, Libri II gleichfalls den Familiennamen „Anafesta“ an. Nach Sansovino wurden durch eine Verschwörung („congiura“), geführt von Obelerio und Fortunatus, dem Neffen des ermordeten Patriarchen von Grado, ‚die Dogen‘ 804 zur Flucht gezwungen. Der Autor nimmt zwar auch einen zweiten Bruder namens Valentinus an, lässt jedoch Zweifel an seiner Existenz durchblicken (‚wie einige sagen‘). Da Obelerius sich auf die fränkische Seite geschlagen habe, seien die zwei oder drei Dogen verbannt worden. In der Ausgabe von 1606 wird die Anekdote von der hölzernen Fassbrücke ausführlich geschildert (S. 103 f.).

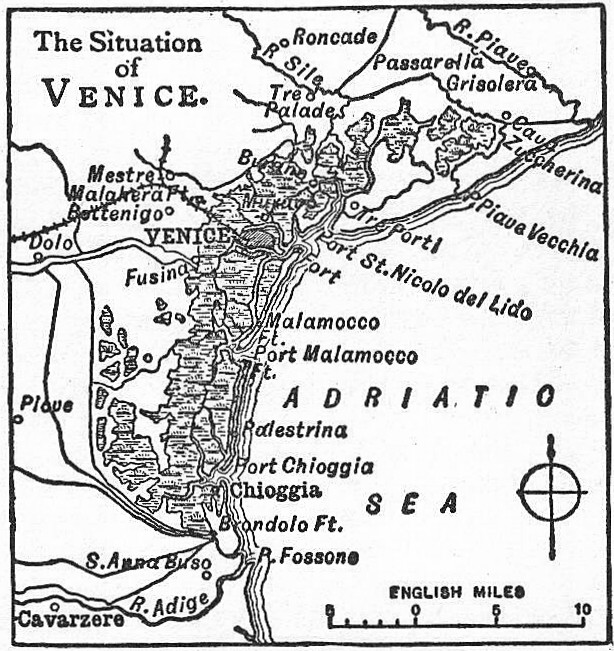
Skizze der Lagune von Venedig (Chandler B. Beach, Frank Morton McMurry (Hrsg.): The New Student's Reference Work, Bd. V, Chicago 1919, S. 2009 (Digitalisat, S. 2009 f.))

In der Übersetzung der Historia Veneta des Alessandro Maria Vianoli, die 1686 in Nürnberg unter dem Titel Der Venetianischen Hertzogen Leben / Regierung, und Absterben / Von dem Ersten Paulutio Anafesto an / biss auf den itzt-regierenden Marcum Antonium Justiniani erschien, hieß der Doge „Obelerius Antenorius, der Neundte Hertzog“. Nach dieser Darstellung „erweckte dieser Fürst / mit seiner unbeständigen und sehr trotzigen Art und Natur / nichts als Krieg und Kriegs-Geschrey“ (S. 70). Dabei wurde der Streit zwischen Eraclea und Iesolo, der nur notdürftig beigelegt war, durch einen Grenzstreit um ein Gebiet „zwischen Livenza, und dem Graben Ruimondo genannt/gelegen“. Nach ihm zogen die Eracleaner schließlich nach Malamocco um, die Iesolaner nach Rialto. Dieser Streit wird vom Verfasser als eine mögliche Ursache für Pippins Intervention erörtert, ebenso wie der Verrat des vertriebenen Obelerius, der den Frankenkaiser für seine Sache zu gewinnen suchte, doch seien „die alten Scribenten unterschiedener Meynung“ (S. 75). Die Venezianer entschlossen sich jedoch, dem Ostkaiser treu zu bleiben, so dass Pippin seine Invasion vorbereitete. Dazu zog er in Ravenna eine Flotte zusammen. Bei Brondolo sei diese eingedrungen, worauf „Chiozza, Palestina und Albiola“ fielen, die Bevölkerung Malamoccos nach Rialto floh. Eine Gesandtschaft lehnte die Unterwerfung ab, woraufhin Pippin mit völliger Vernichtung drohte. Nun erst entschlossen sich die Venezianer zum Widerstand, griffen die Flotte an und hielten sie so lange hin, bis sie bei Ebbe auf Grund lief. Der Schlachtenort, der Canal Orfano, habe seinen Namen nach den zahlreichen Witwen und Waisen erhalten, die diejenigen hinterließen, die in großer Zahl in der Schlacht zu Tode gekommen waren (S. 81 f.). Größten Zweifel äußert der Verfasser an der Erzählung, Obelerius sei nach dem Abzug Pippins vom Volk zerrissen worden, ebenso wie seine fränkische Gattin.
1687 schrieb Jacob von Sandrart in seinem Werk Kurtze und vermehrte Beschreibung Von Dem Ursprung / Aufnehmen / Gebiete / und Regierung der Weltberühmten Republick Venedig auch über „Obelerius, einer von den Zunfftmeistern/die sich wider jenen verbunden/welcher zween seiner Brüder Beatum und Valentinum,neben sich in die Regierung aufnahm“. Für von Sandrart hatte die Vertreibung der Vorgänger zur Folge, dass die Nicetas-Flotte vor Venedig erschien, woraufhin Beatus nach Konstantinopel reiste, „umb die Sache beyzulegen“. Nach dem Autor verbündeten sich Kaiser Nikephoros und Pippin sogar miteinander, und dennoch griff Pippin, nunmehr König von Italien, Venedig an, „aus Vorwand/die Hertzoge wären den Griechen geneigter als den Francken“. Als nun Beatus aus Konstantinopel zurückkehrte, entmachtete er seine Brüder. Der Aufstieg Venedigs begann mit dem Tod Pippins, denn es wurde ein „Verbündnuß aufgerichtet/daß die Venediger sollten freye Leute sein/ und freyen Handel in gantz Orient haben; solcher gestalt bekam die Republicq Venedig gleichsam ein gantz neues Ansehen […] daß also die Stadt zu ihrer rechten Grösse gerieth.“ Die Zählweise der Dogen war zu dieser Zeit noch nicht gesichert, denn, wie von Sandrart zum Jahr 809 berichtet, „erwehlte das Volck zum(IX.) oder wie andere zehlen zum(X.) Hertzog / den Angelum Partitiatum“.
Johann Friedrich LeBret berichtet in seiner ab 1769 erschienenen Staatsgeschichte der Republik Venedig in seinem Fünften Kapitel, vom „Krieg mit dem Könige Pipin, von dem Dogen Obelerius und seinem Bruder Beatus“ (S. 124). Nachdem Obelerius von den nach Treviso geflohenen Anhängern des Fortunatus und den in Venedig verbliebenen, anti-dynastisch denkenden „Adeligen“ zum „Herzoge“ gewählt worden war, so LeBret, genügte „das bloße Gerücht von dieser Ausrufung“, „Johannes und Morizen so furchtsam“ zu machen, dass sie sich entschlossen zu fliehen. Während Johannes nach Mantua floh, versuchte Mauritius vergeblich die Wiedereinsetzung in das Dogenamt bei Kaiser Karl zu erreichen. Johannes habe, als er noch im Amt war, den misstrauischen Pippin dadurch zu neutralisieren versucht, dass der Ostkaiser Nikephoros I. eine Flotte schicken möge, um „Pipin im Zaume zu halten“ (S. 123). Obelerius kam laut LeBret erst nach Venedig, nachdem er von der Flucht der Dogen erfahren hatte, um dort vom Volk zum Dogen erhoben zu werden. Danach akzeptierte das Volk auch bereitwillig seine beiden Brüder im Amt des Dogen. Auch gelang es bei Erscheinen der byzantinischen Flotte, den Patriarchen Fortunatus wieder ins Frankenreich zu vertreiben, der seinen vom Volk gewählten Nachfolger namens Johannes gefangengesetzt hatte, um seinen eigenen Kandidaten „Christoph“ als Bischof von Olivolo durchzusetzen. Johannes konnte fliehen, gewann Obelerius für seine Sache, und wurde als Patriarch eingesetzt (S. 125).
Auf der fränkischen Seite standen nun nur noch Christoph und der Tribun Felix. Obelerius und Beatus reisten an Karls Hof nach Diedenhofen, um dort die Anerkennung ihrer Neutralität zu erreichen, denn Venedig gehöre seit jeher dem Ostreich an. Als die byzantinische Flotte in der Lagune erschien, erklärten sich die Dogen jedoch offen für den Ostkaiser. Nicetas und Pipin verständigten sich auf eine Waffenruhe bis August, während Beatus die fränkischen Anhänger Christoph und Felix nach Konstantinopel mitnahm. 807 kehrte er mit dem Titel eines Hypatus (Senator) aus der Hauptstadt zurück. „Der Stolz dieser beyden Brüder trieb sie dazu an, daß sie sich auch den dritten Bruder im Regiment zugeselleten.“ (S. 127). Pippin begann aus Rache seinen Eroberungszug mit der Plünderung Eracleas, es folgte Iesolo, dann folgte ein Angriff von Süden über Brondolo, Chioggia, Pelestrina und Albiola. Angesichts dieser Situation nimmt der Verfasser an, die Brüder hätten sich zerstritten, Obelerius habe womöglich heimlich mit dem Franken paktiert. Schon 809 aber attackierte die Flotte des Paulus von Kephalonia die Stadt Comacchio, wurde allerdings durch die damalige gut befestigte Inselstadt zurückgeschlagen; und auch in Venedig wehrten sich die beiden Dogen gegen seine Verhandlungen mit Pippin, so dass er sich „aus Zorn über ihren Trotz nach Hause begab“ (S. 130). Pippin, der nach dem Verfasser nicht selbst an der Niederlage gegen die Venezianer beteiligt war, und daher nur seinen Kommandanten abgesetzt hatte, drang erneut nach Dalmatien vor. Doch seine Flotte musste sich vor der Flotte des Paulus zurückziehen. Als Pippin Venedig erneut angriff, sahen sich die Dogen veranlasst, einen Friedensschluss anzustreben. Die von LeBret ins Spiel gebrachte Frage, ob sie die Lagune noch nicht als ausreichend abgesichert betrachteten, oder ob sie um ihre Ländereien auf dem Festland fürchteten, lässt er offen. Arsaphios, der hinzugezogene Gesandte des Ostkaisers, traf Pippin, der 810 starb, nicht mehr lebend an. Verhandlungen mit Karl führten schließlich zum Frieden, und infolgedessen konnte sogar Fortunatus zurückkehren, wie die Anhänger der pro-fränkischen Partei wieder in ihre Rechte eingesetzt wurden. In Venedig berief schließlich der byzantinische Gesandte die Volksversammlung ein. Die drei Brüder wurden abgesetzt, wobei Obelerius zu den Franken ging, Beatus nach Zara, Valentinus jedoch in Venedig bleiben durfte, da er den geringsten Anteil am Unglück hatte, das das „Triumvirat“ verursacht hatte.
Den Anteil des Valentinus an den undurchsichtigen Intrigen der drei Dogenbrüder sah Johann Heinrich Zedlers Grosses vollständiges Universal-Lexicon Aller Wissenschafften und Künste, Welche bishero durch menschlichen Verstand und Witz verbessert worden im 1745 erschienenen 46. Band ganz anders. Dort heißt es im Artikel Valentinus: „Er nahm mit noch einem andern vertriebenen Hertzoge Obelerius seine Zuflucht nach Frankreich, und die beyde reitzten den König in Italien Pipinus, sich der Venetianer Inseln zu bemächtigen“. Und auch die Rollen der beiden anderen Brüder stellte das Lexikon völlig anders dar. In Band 25 stammte Obelerius aus Triest, verband sich mit Fortunatus – der hier zu Obelerios Bruder wird – zur gemeinsamen Rache an den Galbaii für den Mord an ihrem Vetter und Patriarchen Johannes. Obelerio ließ demnach die Heimat des gestürzten Galbaio-Dogen Eraclea „von Grund aus zerstören“ und nahm seine Brüder „zu Collegen in der Regierung an“. Bald „half“ Beatus, als er erkannte, dass Obelerio wegen des Bündnisses mit Karl dem Großen verhasst war, „dazu“, dass sein Bruder „die Flucht ergreiffen, und ihm allein die Regierung überlassen muste“. „Obolerius“ nahm Zuflucht beim Kaiser, heiratete eine von dessen Töchtern, und Pippin zog schließlich gegen Venedig. Demnach sei Obelerius nicht wieder als Doge ins Amt zurückgekehrt, sondern sei „von dem Pöbel im Jahr 823 jämmerlich […] hingerichtet worden“, weil er wieder nach der Herrschaft gestrebt habe; möglicherweise sei er aber auch vom Enkel des zu dieser Zeit herrschenden Dogen umgebracht worden. Beatus starb nach dieser Auffassung 809 als letzter in Malamocco residierender Doge.
Girolamo Francesco Zanetti (1713–1782) lieferte noch 1765 die gewohnten Deutungen. Bei ihm heißt es, der einstige Diakon Johannes, Bischof von Olivolo, „ordinatus est patriarcha“; zugleich wurde Obelierius die Würde eines Spatarius von Niketas übertragen. Der besagte Christophorus blieb für zwölf Jahre Bischof von Olivolo, die übrigen Schilderungen stimmen mit denen seiner Vorgänger weitestgehend überein. Eraclea wurde demnach niedergebrannt.

Titelblatt von August Daniel von Binzers Venedig im Jahre 1844

In populären Darstellungen wurde der zentrale Aspekt der Dynastiebildung immer wieder betont und als Verfehlung gedeutet, die beinahe zwangsläufig zum Umsturz führen musste. Dies erwiesen demzufolge die Galbaii, aber auch die drei Brüder Obelerio, Beato und Valentino. Lapidar meint August Daniel von Binzer 1845 zum „9. Dogen“: „Obelario nahm zwei seiner Brüder zu Mitregenten; aber alle drei wurden verbannt“.

### Historisch-kritische Darstellungen
Samuele Romanin räumte den drei Brüdern 1853 erheblichen Raum in seinem wortreichen, zehnbändigen Opus  Storia documentata di Venezia ein, wobei die Einordnung des Obelerius als 9. Doge nun allgemein akzeptiert war. Der Doge habe seinen Bruder Beato kurz nach seiner eigenen Proklamation zum Mitdogen erhoben, wenn der Autor auch nur von „poco stette ad associarsi il fratello Beato“ schreibt (S. 137). Vielleicht, so Romanin, habe der Doge es nicht gewagt, seinen Freund Fortunatus zurückzuholen, denn er habe sich allzu offenkundig mit den Franken verbunden. Ein Tribun namens Barbaromano habe vom Tumult um den Mord am Patriarchen profitiert und sei in die Gebiete von Jesolo und Grado eingedrungen. Wieder sei es zum Krieg gekommen, bis Obelerio eine Versammlung aller Tribunen an der Küste von Pineto zusammengerufen habe. Er habe gefragt, was mit dem von den Barbaromani betroffenen Gebieten des Patriarchats geschehen solle. Die Tribunen seien zu dem Schluss gekommen, dass dieses ganze Gebiet dem Dogen unterstellt sein sollte. Nachdem die Bewohner von Equilio und Eraclea spontan, oder aber auf Initiative Obelerios, nach Malamocco umgesiedelt seien, wären die beiden Inseln, die sich so lange Kriege geliefert hatten, so sehr in Vergessenheit geraten, dass einige Chronisten geglaubt hätten, sie wären zerstört worden (S. 138). Fortunatus hoffte auf fränkische Unterstützung, durch die er auf Istrien zu ‚immensem Reichtum‘ gelangte, denn als Besitzer von vier Schiffen handelte er abgabenfrei im ganzen Königreich Italien. Mit diesem Vermögen habe er weitere Anhänger gewonnen. Mit Karls Unterstützung erlangte er den Bischofsstuhl von Pola, obwohl der Papst vor seinem weltlichen Lebenswandel und seinem Ehrgeiz nach „grandezza“ warnte (S. 139). Nur unter der Bedingung, dass er das Bistum bei Rückkehr nach Grado aufgeben würde, willigte der Papst ein. Nach Grado zurückgekehrt installierte er schließlich seinen Freund Christophorus als Bischof von Olivolo. Beide hätten nunmehr offen die ‚fränkische Partei auf den Inseln‘ unterstützt. Romanin kannte die Handschriften der Biblioteca Marciana bestens, und, wie so oft, fand er auch zum Motiv des Obelerius, den Franken Venedig zu überlassen, einen Hinweis, diesmal im „Codex DLI della Marc.“, wie er knapp angibt. Darin heißt es über den Dogen Obelerius, „alii scripserunt quo tum gallicam quidem nobilem haberet uxorem, promissionibus allectus ad regem perexit offerens dominium sibi contradere“ (S. 140). Diese Vorstellung, die fränkische Ehefrau des Dogen habe ihn zum Verrat veranlasst, wurde später immer wieder aufgegriffen. Dass es tatsächlich zu einem Angebot gekommen sei, den Dukat Venetien im Rahmen einer ‚Investitur‘ entgegenzunehmen, gehe aus Einhard hervor. Gegen dieses Vorhaben hätten sich nun die in Konstantinopel ansässigen venezianischen Händler an Kaiser Nikephoros gewandt. Als dieser mit seiner Flotte erschien, unterwarf sich Dalmatien, wurde ein anderer Christophorus als jener gleichnamige Freund des Fortunatus, zum Bischof von Olivolo erhoben. Eigenartigerweise sieht Romanin keinen Widerspruch zwischen dem profränkischen Kurs der Dogen und der Auszeichnung des Obelerius durch einen hohen Titel durch den byzantinischen Flottenführer (S. 142). Mit Pippin kam es zu besagter vertraglicher Abmachung. Im Jahr 809 erschien unter dem Kommando des besagtem „Paolo“ erneut eine Flotte, die überwinterte und einen Angriff gegen Comacchio unternahm, den Romanin ebenfalls mit Einhard belegt. Pippin, „più che mai eccitato dai dogi“, der sich also mehr als je zuvor über die Dogen aufgeregt hätte, sei nun entschlossen gewesen, der griechischen Partei mit Gewalt beizukommen, der er die Unterstützung beim Angriff auf Comacchio vorhielt. Einige Geschichtsschreiber, so der Autor, sahen den Auslöser in einem Bündnisangebot Pippins mit Venedig mit dem Ziel, die byzantinischen Inseln Dalmatiens zu erobern. Venedig hätte demnach im Zwiespalt zwischen der Zerstörung alter Bindungen, der Unsicherheit des Handels und der Gefährdung seiner Händler in Byzanz einerseits, und der Sorge vor einem Angriff des allzu mächtigen Königs und der Abriegelung von dessen Reich für venezianische Händler gestanden (S. 143 f.). Nun habe sich die griechische Partei als die stärkere erwiesen, sie habe einen Gesandten zur Rechtfertigung an Pippin aufgeboten. Johannes Diaconus, „che visse più vicino al fatto“, der also näher an den Vorgängen lebte, schreibe hingegen nur knapp, dass der Vertrag, den man mit dem König geschlossen hätte, von diesem zerbrochen worden sei („illo tempore Pipino agente rege, disruptum est“) (S. 144). Venedig habe sich nicht nur in Gebete geflüchtet und seine Händler zurückgeholt, sondern ersuchte sogar in Konstantinopel um Hilfe – hier stützt sich der Autor auf Carlo Antonio Marin, Ähnlich wie die vorhergehenden Historikergenerationen, die die Belagerung Pippins mit immer neuen Details ausschmückten, so füllen diese auch bei Romanin drei, bis zum Tod Pippins beinahe vier Seiten, obwohl er selbst einwendet, dieser Vorgang sei „tanto alterato dalle cronache veneziane, non meno che dalle francesi“ (S. 147 f.), dass er nur eine wahrscheinliche Version vorlegen könne. Für Romanin wurde Venedig zwar partiell erobert, aber nie ganz unterworfen, wie es die fränkischen Quellen berichten würden. Es gebe dementsprechend keine Spur fränkischer Herrschaft, keine Änderung in der Regierung. Ohne irgendjemanden um Erlaubnis zu bitten („senza domandare licenza“) wurde Rialto zur Hauptstadt erklärt („capitale“). Den Tribut, ob jemals entrichtet oder nicht, zahlten sie nicht für das Fortbestehen ihres Staates, sondern nur für die Gebiete, die sie auf dem Festland besaßen („le terre possedute nel continente“) und für die Handelsprivilegien. Pippin wandte sich danach gegen Dalmatien, doch sei seine Flotte umgekehrt, als ihm das Anrücken der byzantinischen Flotte unter dem Kommando des „Paolo prefetto di Cefalonia“ bekannt geworden sei. Wieder zitiert Romanin aus Einhard: „Sed cum Paulo Cefalenie praefectus cum orientali classe ad auxilium Dalmatis ferendum adventaret, regia classis ad propria regreditur“ (S. 149, Anm. 1). Pippin starb noch im selben Jahr, am 8. Juli 810, in Mailand. Als ein Gesandter aus Konstantinopel namens ‚Arsacio oder Ebersapio‘ dorthin reisen wollte, um einen Frieden auszuhandeln, musste er bis an den Hof Karls nach Aachen reisen, wo im Oktober 810 ein Vertrag zwischen Karl und Nikephoros ausgehandelt worden sei. Dieser sei, wie Romanin in einer Fußnote erklärt, erst im Jahr 812 zustande gekommen, weil der Gesandte zu wenig Kompetenzen besessen und der Ostkaiser verstorben sei (S. 149, Anm. 4). Die Franken gaben das venezianische Gebiet dementsprechend bereits 810 zurück und erneuerten die alten Handelsprivilegien. „Ebersapio“ habe die beiden Dogen Obelerius und Beatus dafür geopfert („sacrificato“); sie sollten nach Konstantinopel und Zara verbannt werden (was der Autor wiederum nach der Chronik des Johannes Diaconus annimmt, die zu dieser Zeit noch „Sagornina“ genannt wurde). Nach anderen Chronisten, so Romanin, sei der am Hof Karls befindliche Obelerius von Karl dem Gesandten übergeben und von diesem in die Hauptstadt gebracht worden, Beatus hingegen sei ein weiteres Jahr bis zu seinem Tod im Amt geblieben. Ersteres belegt der Autor mit Einhard, letzteres untermauert er zusätzlich mit der Angabe von Nicolò Zen (Dell’origine di Venezia), Beatus sei immer auf Seiten Konstantinopels gewesen. Valentinus sei, da er unschädlich war, entmachtet worden, oder wie es Romanin formuliert: „come uomo innocuo, tornò alla condizione privata“ (S. 150). Insgesamt habe sich der Doge sechs Jahre gehalten, weil er nicht den Hass der Venezianer auf Tyrannen auf sich zog, und sich die mächtigen Familien, befeuert durch Ehrgeiz und Neid, sich nicht, wie früher so oft, bekämpften, sondern weil die beiden Parteien, die die beiden Kaiserreiche nun mit Gründen bevorzugten, Prinzipien folgten, nicht mehr Sonderinteressen. Erst nach dem Rückzug Pippins wurden die Dogen abgesetzt. Die Wahl des Hauptortes sei auf Rialto gefallen, weil es mehr Sicherheit geboten habe. – Nur knapp schildert der Autor den Aufstandsversuch des Obelerius. Ihm sei es gelungen, aus Konstantinopel zu entweichen („evadersi“). Der amtierende Doge führte seine Flotte nach Vigilia, um es zu belagern, doch rebellierten plötzlich die Männer aus Malamocco in seiner Flotte und unterstellten sich Obelerius. Johannes reagierte, indem er sogleich ein Blutbad in Malamocco anrichtete und die Stadt in Flammen steckte, dann Vigilia eroberte und Obelerius gefangen nahm. Er ließ Obelerius enthaupten und seinen Kopf bei Campalto, unweit von Mestre, an der Grenze zum Reich Kaiser Lothars aufspießen, vielleicht, so Romanin, weil dieser die Rebellion unterstützt habe. Solche Zeichen wechselseitigen Widerwillens („disgusto“) zwischen Venezianern und Franken seien recht häufig gewesen, wie aus einem Brief des Patriarchen Venerio von Grado hervorgehe, der sich an Papst Gregor IV. richtete (S. 170 f.).
August Friedrich Gfrörer († 1861) glaubte in seiner 1872 posthum erschienenen Geschichte Venedigs von seiner Gründung bis zum Jahre 1084, dass angesichts der Ehepläne zwischen den Kaiserreichen „See-Venetien gleichsam Erstling der Aussteuer gewesen“ wäre. Doch diese Heiratspläne scheiterten, da Kaiserin Irene 802 gestürzt wurde. Ihr Nachfolger ließ seine Gesandten am Hof Karls Friedensfühler ausstrecken, weshalb die Vorgänger des Obelerio keinerlei Anstalten machten, Hilfe in Konstantinopel zu suchen. Gfrörer nimmt an, Obelerio habe Malamocco als „Feuerheerd und Mittelpunkt der byzantinischen Partei“ zerstören lassen. Auch den Angriff auf das byzantinische Dalmatien führte nach Gfrörer der Doge in Karls Auftrag. Nach ihm war dies sogar eine der Bedingungen, unter denen der Doge den „herzoglichen Stuhl“ erhalten hatte. Dass er den pro-fränkischen Fortunatus fernhielt, kann Gfrörer nur mit einer immer noch einflussreichen byzantinischen Partei erklären (S. 104); dass er sich durchsetzte spricht in seinen Augen für ein Bündnis auf Wechselseitigkeit zwischen Fortunatus und dem Griechen „Christoph“. Auf Verlangen des Volkes wurde dem Dogen sein Bruder Beatus zur Seite gestellt – „Die Maßregel wird daher durch die Griechisch-Gesinnten, jedenfalls durch Feinde fränkischer Oberherrschaft über Venetien, erzwungen worden sein“, so der Autor (S. 105). Diese setzten auch den dritten Dogen durch, um Obelerius und Beatus in Schach zu halten. Dem Angriff Pippins, der in den fränkischen Quellen als bemäntelte Niederlage bloß genannt wird, und der dort mit dem Tod Pippins endet, dürfte, so Gfrörer, eine Niederlage in Dalmatien vorangegangen sein. Die endgültige Niederlage der Truppen Pippins gegen die Venezianer unter dem neuen Dogen Agnellus erwähnen dementsprechend nur die venezianischen Quellen.
Nachdem der posthume Herausgeber Dr. Johann Baptist von Weiß dem Übersetzer ins Italienische, Pietro Pinton, untersagt hatte, die Aussagen Gfrörers in der Übersetzung zu annotieren, erschien Pintons italienische Fassung im Archivio Veneto in den Jahresbänden XII bis XVI. Immerhin hatte Pinton durchgesetzt, dass er eine eigene Darstellung im besagten Archivio Veneto publizieren durfte, die jedoch erst 1883 erschien. Pinton gelangte in seiner Untersuchung zwar häufig zu gänzlich anderen, weniger spekulativen Ergebnissen, als Gfrörer, doch glaubt Pinton gleichfalls, dass schon gegen Ende der Herrschaft von Obelerios Vorgängern beinahe alles Land, über das die beiden Dogen herrschten, von den Franken bedroht gewesen sei. Dabei hielt er Gfrörer vor, er komme durch eine falsche Chronologie zu unzutreffenden Schlüssen über die Motivationen der Beteiligten. Dies erweise sich etwa daran, dass er zwar erkannt habe, dass Andrea Dandolo von Paulus Diaconus abgeschrieben habe, doch danach folge er nur noch dem Werk des Dogen, ohne dass Gfrörer die Unterschiede zwischen den beiden Autoren wahrgenommen habe (S. 40–42). Auch glaubt Pinton nicht daran, dass es unter der Ägide der Franken eine Verschwörung mit anschließender Flucht des Fortunatus gegeben habe, denn nach der Machtübernahme durch Obelerius sei ihm wohl kaum ohne Grund die Rückkehr verwehrt worden (S. 53). Vor allem aber sei Obelerius, nach Gfrörer eines der Häupter der Fortunatus-Franken-Verschwörung, mit einer Flotte zur Rückeroberung Dalmatiens unterstützt, und sein Bruder Beatus mit dem Titel eines Ipato, eines Konsuls ausgestattet worden (S. 55). Auch ankerte die byzantinische Flotte unter ihm in der Lagune. Insgesamt erkannte Pinton die Verbindungen des Fortunatus mit den Franken an, doch deutete Gfrörer seiner Ansicht nach die Zusammensetzung der Umstürzler von 804, genauer gesagt ihre jeweilige Rolle im Streit zwischen den Kaiserreichen, unzutreffend.
1861 widmete Francesco Zanotto in seinem Il Palazzo ducale di Venezia dem Dogen gut vier Seiten. Fortunatus führte laut Zanotto eine „vendetta“ gegen die Galbaii, eine Blutrache, die schließlich zum Erfolg führte. Mit ebenso vielen Spekulationen, etwa über die Unterstützung durch seinen Bruder Valentino, füllt Zanotto den letzten Rückkehrversuch Obelerios (S. 29).

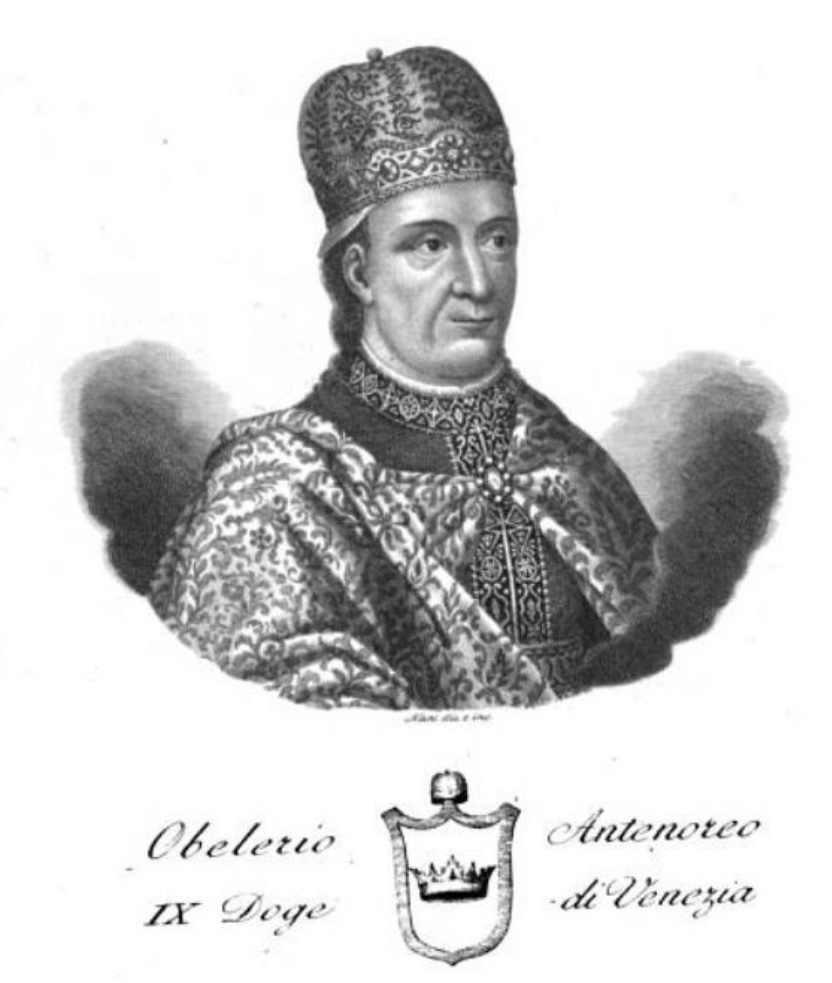
Kupferstich mit einem Phantasieporträt des Dogen, geschaffen von Antonio Nani (vor 1834), der es in seiner Serie dei Dogi di Venezia intagliati in rame da Antonio Nani 1835/36 und 1840 erstmals veröffentlichte

Auch Emmanuele Antonio Cicogna äußert 1867 im ersten Band seiner Storia dei Dogi di Venezia die Ansicht, erst Obelerio habe die Franken dazu veranlasst, ihre Machtsphäre auf Venedig auszuweiten. Dementsprechend war es auch nicht der Doge, der die Flotte gegen Pippin führte, sondern „Vittore d’Eraclea“. Nach ihm mussten die Venezianer dem Franken nach Kriegsende einen hohen jährlichen Tribut versprechen. Doch nach dem Abzug reduzierten sie die Summe. Dass nach dem Sturz und der Verbannung des Dogen und Verräters („traditori“) Obelerio und seines Bruders Beato ihr jüngerer Bruder Valentino bleiben durfte, hatte letzterer nach Cicogna nur seiner Jugend zu verdanken. Dies geschah in dem Jahr, in dem Pippin in Mailand starb, nämlich 810.
Der einflussreiche Numismatiker Pompeo Molmenti glaubte, die fränkische Ehefrau habe Obelerio zum Verrat verführt.
Ganz anders sieht Simone Dellagiacoma die Situation des Dogen. Er betrachtet die politische Lage aus dem Blickwinkel des Fortunatus. Dieser sei angesichts der unsicheren politischen Lage zunächst auf dem Festland außerhalb der Lagune geblieben – womöglich, so mutmaßt der Autor, sogar auf Anraten des Dogen –, um dafür zu sorgen, dass sein Gefolgsmann „Cristoforo“ Bischof von Olivolo werde. Dellagiacoma lässt offen, ob Obelerius entweder nicht allzu offen seine pro-fränkische Haltung offenbaren wollte, oder aber, ob er heimlich seine Emanzipation von Fortunatus’ Einfluss suchte, um wieder das traditionelle venezianische Lavieren zwischen den Großmächten zu betreiben, mit dem Ziel die kommerziellen Interessen zu sichern. Sicher sei der Doge zu höchster Vorsicht gezwungen gewesen, um überhaupt im Amt bleiben zu können. Dabei äußerte der Verfasser Zweifel an der Annahme Gfrörers, die erste Maßnahme Obelerios, der gerade ins Amt gelangt war, habe darin bestanden „dass er die Stadt Heraclea, den Feuerheerd und Mittelpunkt der byzantinischen Partei und zugleich Heimath der gestürzten Dogen Johannes und Mauritius, verheerte.“ Als völlig widersprüchlich sieht Dellagiacoma zudem, allerdings nur in einer Fußnote, die Situation der Geschichtsschreibung. Zum einen seien die ‚Quellen unsicher und die Historiker uneinig ein Jahr der Vertreibung des Obelerio festzulegen, die Wahl des Agnello und das Ende der beiden Dogen‘. Es gebe welche, die sie 809 gestürzt sehen, andere nach dem Krieg mit Pippin, so dass die Wahl des Agnello erst 811 stattgefunden habe. Nach anderen wieder wurde Obelerio zwar gestürzt, doch Beato sei noch bis ins nächste Jahr im Amt verblieben. Einige sähen Obelerio ermordet, nach anderen sei er im Exil in Konstantinopel gestorben, Beato in Zara. Dabei zitiert er Johannes Diaconus: „Unus, id est Obelerius, Constantinopolim, alter verum Iatera petiit“. Wieder nach anderen sei die Frau des Obelerius zu Kaiser Karl zurückgeschickt worden, ihrem Vater, der Doge selbst – trotz Bitten seines Bruders Beato – sei getötet worden. Ähnlich habe den Vorgang schon Martino da Canal beschrieben.
Heinrich Kretschmayr glaubte, „beide Duces“ hätten sich bereits 805 „zu strikter Unterwerfung unter das Frankenreich“ entschlossen. Kretschmayr nennt einen weiteren Indikator für diese Entwicklung, denn „im Reichsteilungsgesetze vom 6. Februar 806 wurden Venetien, Istrien und Dalmatien dem Anteile König Pippins zugewiesen“ (S. 56). Byzanz hat jedoch 807 Obelierius „durch Verleihung des kaiserlichen Spathariustitels geködert, den Beatus waren die Griechen schlau genug, als Geisel mitzunehmen“. Beatus wurde „in Konstantinopel in griechischem Interesse abgerichtet und zum Hypatos ernannt“. Pippin, bis August 808 an seine Abmachung mit Byzanz gebunden, versuchte nunmehr den bekannten militärischen Gegenschlag. Nach Kretschmayr änderte sich währenddessen erneut die Haltung der beiden Dogenbrüder: „Doch wohl im Glauben, im Streite der zwei Großmächte den freudvollen Dritten abgeben und an den Grenzen griechisch-germanischer Machtsphäre ein unabhängiges Staatswesen aufrichten zu können […] hintertrieben sie die Verhandlungen“. Doch Pippin unterwarf die Inseln innerhalb eines halben Jahres weitgehend, um „den Venezianern den Abfall von 807 und die böswilligen Quertreibereien von 809 heimzuzahlen“. Die Dogen wurden Pippins Gefangene. Am Ende scheiterte er am Widerstand Rialtos (S. 57 f.).
Roberto Cessi glaubte 1963, die byzantinische Flotte sei ein zweites Mal nach Venedig gesegelt, um die zuvor erzielten Abkommen neu auszuhandeln, und dass der Zusammenprall der beiden Mächte bei Comacchio nur ein Missverständnis gewesen sei. Dies habe jedoch die Verhandlungen negativ beeinflusst. Die Quellen lassen eine solche Deutung allerdings nicht zu, wie Berto im Jahr 2016 kritisch anmerkte.
Im Gegensatz zu den frühesten Dogen akzeptiert die moderne Forschung die Vorgänge um Obelerius auf der Grundlage der zeitlich näheren Quellen und ignoriert die Deutungsmuster des 14. Jahrhunderts weitgehend. Doch bei der Deutung der Motive im Zusammenhang mit dem West-Ost-Gegensatz ist sie kaum vorangekommen. So mutmaßt Luigi Andrea Berto, Tribun Felix und Bischof Christoph seien deshalb ins Exil geschickt worden, weil sie gegen die neue, nun pro-byzantinische Ausrichtung des Obelerius opponiert hätten. Um zu verhindern, dass sich Dalmatien und Venedig der fränkischen Machtsphäre einfügen, habe Konstantinopel eine Flotte ausgeschickt. Dank dem Flottenführer Niketas habe der Doge den Titel eines Spatharius erhalten. Tatsächlich bestätigen die Annales regni Francorum die Anwesenheit einer byzantinischen Flotte unter dem Kommando des Patricius Niketas, die die Aufgabe hatte, Dalmatien zurückzuerobern („ad recuperandam Dalmatiam“; Annales regni Francorum, ed. Kurze, 122). Der Verfasser dieses Teils der Annalen mag es vorgezogen haben, die Niederlage seines Landsmanns und Königs zu verschweigen, oder aber dies ging bereits auf den Bericht Pippins an seinen Vater zurück. Auch das Abkommen mit Pippin und die danach erfolgende Rückkehr nach Konstantinopel werden hingegen dort vermerkt, wiederum ohne auf den Inhalt einzugehen. Auch die zweite Flotte erwähnen die Annalen, deren Niederlage vor Comacchio ebenfalls – dies ein Hinweis darauf, dass fränkische Siege ausführlicher geschildert wurden, Niederlagen hingegen wurden wohl übergangen. Das Abkommen zwischen dem byzantinischen Flottenführer Paulus und Pippin sei durch „insidiae“ der beiden Dogen hintertrieben worden. Berto geht davon aus, dass, sobald die byzantinische Macht Schwäche zeigte, wie vor Comacchio, ihre anti-byzantinische Haltung wieder zu Tage getreten sei. Es sei der östlichen Macht nicht gelungen, dauerhaft Macht in der Lagune auszuüben.
Der Angriff Pippins auf die Inseln der Lagune führte zu einer Reihe von sich gegenseitig ausschließenden Behauptungen in der Forschungsgeschichte. Dies hängt damit zusammen, dass die drei Quellen, die zeitlich am nächsten liegen, die Annales regni Francorum, die byzantinische Quelle De administrando imperio und die venezianische Chronik des Johannes Diaconus drei verschiedene Versionen liefern, und die Historiographie sich in unterschiedlichem Maße auf die ein oder andere der drei Hauptquellen stützte. Der gravierendste Unterschied zwischen der ältesten, der fränkischen Quelle auf der einen, und den beiden deutlich jüngeren Quellen auf der anderen Seite liegt darin, dass erstere behauptet, Pippin sei die Eroberung der Lagunenorte gelungen, während die letzteren darlegen, Pippin sei dies nicht gelungen, ja, er sei sogar besiegt worden. Roberto Cessi nahm an, die fränkischen Annalen und Johannes Diaconus berichteten jeweils nur einen Teil des Vorgangs, er glaubte aber nicht, dass Pippin die gesamte Lagune erobert hatte. Der wieder zugunsten des Fortunatus abgesetzte Johannes war für ihn, da er jenen für pro-byzantinisch hielt, ein Indikator, dass Johannes Diaconus die Eroberung nur verhehlen wollte, die Annalen somit Recht hätten.
Pippins Eroberung von Malamocco und Eraclea erscheint im Übrigen in keiner der drei Quellen. Erst eine Quelle des 13. Jahrhunderts nennt diesen Vorgang, der aber dennoch häufig in die historische Darstellung eingeflossen ist. Die Beiträge aus der byzantinischen Quelle werden in Donald M. Nicols Byzantium and Venice. A Study in Diplomatic and Cultural Relations von 1988 ebenso als weitere Tatsachen aufgeführt, wie in Thomas F. Maddens 2012 erschienenem Werk Venice. A New History. Dies bezieht sich etwa auf die Dauer der Belagerung, die Konstantin VII. im 10. Jahrhundert, dessen Quellen wir nicht kennen, mit einem halben Jahr angibt. Georg Ostrogorsky hatte im Gegensatz dazu 1940 bzw. 1963 nur die älteste, die fränkische Quelle akzeptiert, die die „Rückerstattung“ der besetzten Gebiete an Byzanz erst mit dem Vertrag zwischen den Kaisern Karl und Michael annimmt, in dem sich der Ostkaiser bereiterklärte, Karls Kaisertum anzuerkennen.
In seiner History of Venice betont John Julius Norwich 1977, dass unter der angeblichen Führung des Obelerius sich die Opposition in Treviso sammelte. Doch nach dem Sturz der Galbaii kam es zu Kämpfen innerhalb der Lagune, vor allem zwischen Heraclea und Malamocco. Das neue Regiment geriet in eine ähnliche Situation, wie die Galbaii zuvor. Doch nun erschien Fortunatus, „fresh from the court of Charlemagne with an offer“ (S. 20). Sein Angebot habe, neben der Wiedereinsetzung seiner Person, in der Anerkennung fränkischer Souveränität über die Lagune bestanden. Im Gegenzug blieben die beiden Dogen – Norwich nennt die beiden Dogen „the new tandem“ – unter fränkischem Schutz sicher im Amt. Nach Norwich hatte weder Obelerius noch sein Bruder Beatus Sympathien für die Franken, doch hatten die beiden Brüder nun kaum eine Wahl. Daher leisteten sie zu Weihnachten 805 dem Kaiser in Aachen angeblich das Homagium. Obelerius ging sogar so weit, aus den Frauen des Hofes für sich eine Ehefrau zu suchen, die für Norwich die „first Dogaressa known to history“ war (S. 20). Norwich erwähnt den jüngsten Bruder erst, als die beiden älteren „played their last card“, indem die drei nun Karls Sohn Pippin dazu aufforderten, die Lagunenstädte zu besetzen. Da er die drei Dogen als pro-fränkisch eingeordnet hatte, musste die Abwehr Pippins durch die Venezianer darauf zurückzuführen sein, dass diese die drei Dogen als „traitors“, als ‚Verräter‘ betrachteten, ohne ihr Einverständnis handelten, und sie zu stürzen bereit waren. Für Norwich wurde Pippin „defeated by a united people“, dem es zum ersten Mal gelang, seine Freiheit zu verteidigen, auch wenn „it has been fashionable in recent years, to accuse the Venetians of having exaggerated the importance of their victory“ (S. 22). Nach Norwich siegten die Venezianer unter der Führung von „Agnello Partecipazio“. Die Venezianer durchschauten die von den drei Brüdern versuchte Kehrtwende – sie hätten am Ende gleichfalls Pippin bekämpft – und wählten Agnello an ihrer Stelle zum Dogen (S. 23). Dessen Wohnhaus am Campiello della Cason (bei San Canzian) auf Rialto, das keiner der kämpfenden Parteien der Vergangenheit angehört hatte, wäre demnach gewissermaßen der erste Dogenpalast an einem endlich neutralen Ort gewesen.